# Porte-missel
Le porte-missel est le servant de messe qui présente le missel au célébrant dans les rites catholiques et orthodoxes. Il est revêtu de l'aube ou du surplis.
Sa place est habituellement à côté du célébrant.
Il peut également porter l'évangéliaire durant la procession d'entrée.